# Ignafalva
Ignafalva (románul: Ignești) falu Romániában, a Partiumban, Arad megyében.

## Fekvése
Borossebesről északkeletre, a Tőz vize mellett, Menyéd és Dancsfalva közt fekvő település.

## Története
Ignafalva nevét 1553-ban Agnafalva néven említette először ma ismert oklevél. Később: 1808-ban Ignesty, 1888-ban Ignest, 1913-ban Ignafalva néven írták.
Lakossága egykor magyar volt, de mára elrománosodott. Egykor a gróf Königsegg nemzetség sebesi majorátusához tartozott. A 16. században a Losonczy családé, később pedig a Kornis- és Kenderessy családok birtoka volt. 1732-ben pedig Raynald modenai herceg kapta meg, majd gróf Wenckheim Krisztina lett a birtokosa.
1851-ben Fényes Elek írta a településről: „… Arad vármegyében, sovány, bérczes vidéken, 198 óhitü lakossal …”
1910-ben 425 lakosából 2 magyar, 400 román, ebből 423 görögkeleti ortodox volt.
A trianoni békeszerződés előtt Arad vármegye Borossebesi járásához tartozott.
Lakói földműveléssel, faszerszám- és kaszanyélkészítéssel foglalkoztak.

## Hivatkozások

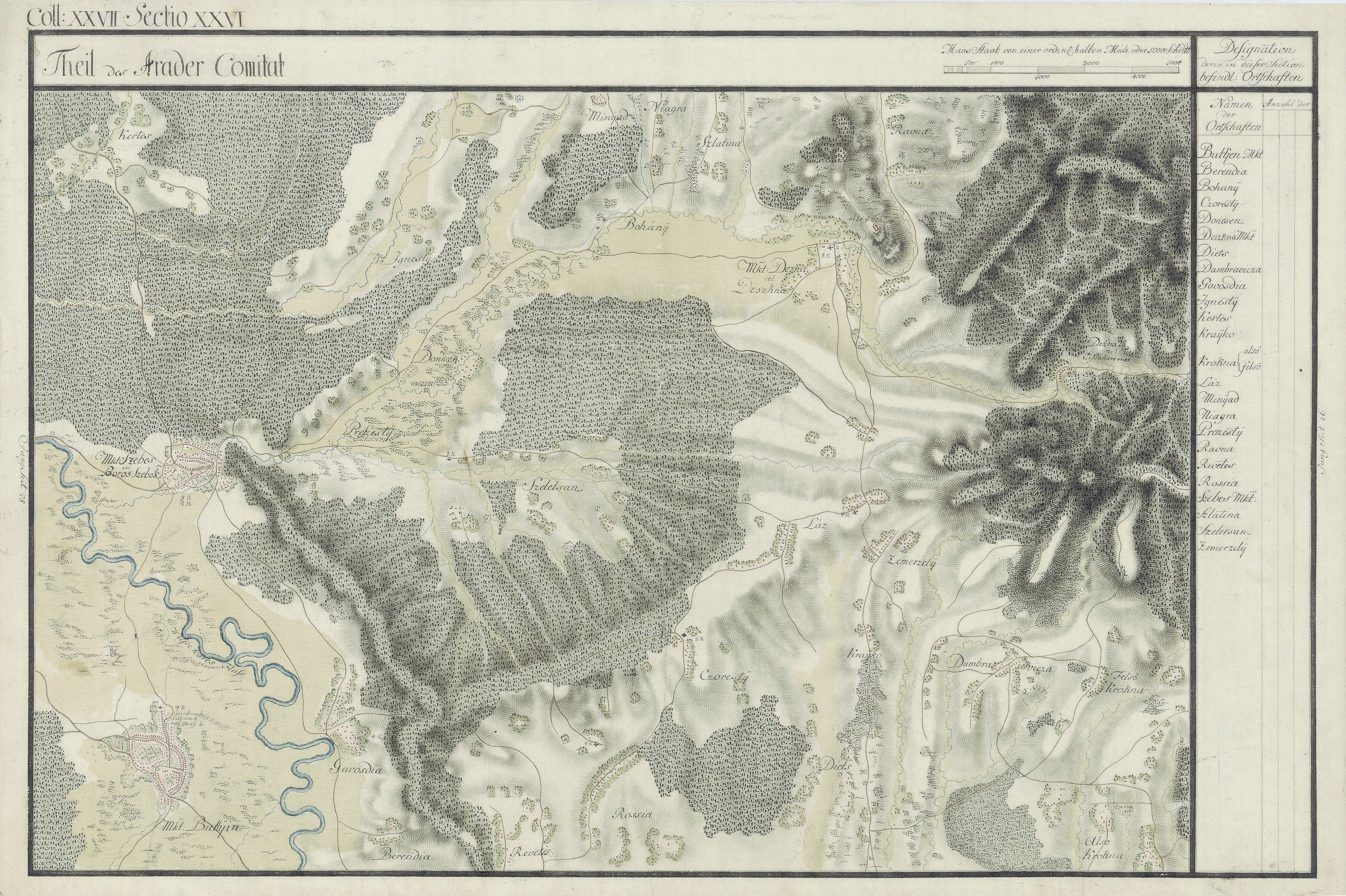
Ignafalva egy régi térképen